# Premi Renaudot
El Premi Théophraste Renaudot (en francès: Prix Théophraste Renaudot), que es coneix més usualment com a Premi Renaudot, és un guardó literari que van crear el 1926 deu periodistes i crítics literaris mentre estaven esperant els resultats de la deliberació del tribunal del Premi Goncourt.

## Història
El primer tribunal del Premi Renaudot constava de Raymond de Nys, Marcel Espiau, Georges Le Fèvre, Noël Sabord, Georges Martin, Odette Pannetier, Henri Guilac, Gaston Picard, Pierre Demartre, i Georges Charensol. Aquests autors van escriure conjuntament una biografia de Renaudot en 10 capítols, i cada capítol va ser redactat per una persona diferent. L'obra va ser publicada el 1929 a l'editorial Gallimard amb el títol La vie de Théophraste Renaudot.
Encara que no tingui cap lligam directe amb l'Acadèmia Goncourt, el jurat del Renaudot intervé com una mena de complement natural d'aquest. Aquesta complementarietat s'accentua pel fet que el resultat s'anuncia simultàniament i en el mateix lloc (el primer dimarts de novembre al restaurant Drouant de París).
A més del premi principal, el jurat guardona cada any d'ençà el 2003 amb un Premi Renaudot els assaigs i des del 2009 amb un Premi Renaudot els llibres de butxaca. També a partir del 1992 existeix un Premi Renaudot per als alumnes de batxillerat.

### La polèmica del 2007
L'atribució a Daniel Pennac del Premi Renaudot de 2007 va suscitar algunes crítiques. El periodista i escriptor Christophe Donner va acusar aleshores, el 7 de novembre de 2007, un dels membres més influents del comitè, Franz-Olivier Giesbert, de manipular les deliberacions del jurat. Segons l'agència de notícies France-Presse, va ser efectivament "à la surprise générale que les jurés du Renaudot ont attribué le prix 2007 à Daniel Pennac, alors que le livre de ce dernier ne figurait pas sur la liste des ouvrages sélectionnés".

## Els membres del jurat actual
- Christian Giudicelli
- Dominique Bona
- Franz-Olivier Giesbert
- Georges-Olivier Châteaureynaud
- Jean-Marie Gustave Le Clézio
- Jean-Noël Pancrazi
- Louis Gardel
- Patrick Besson
- Jérôme Garcin, d'ençà el 2011, que va substituir André Bourin[3]
- Frédéric Beigbeder, des del 2011, per a reemplaçar André Brincourt que havia dimitit[3]

## Llista dels premiats

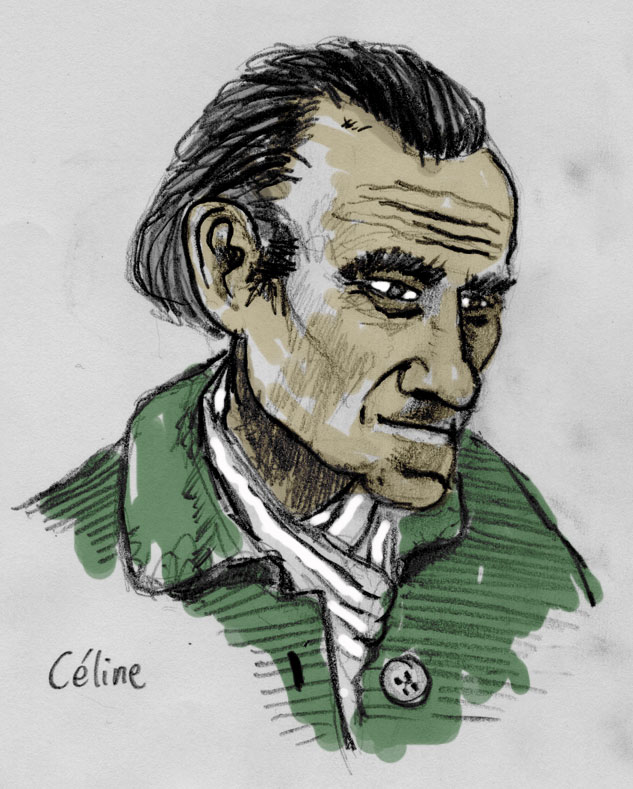
Louis-Ferdinand Céline per Voyage au bout de la nuit el 1932.

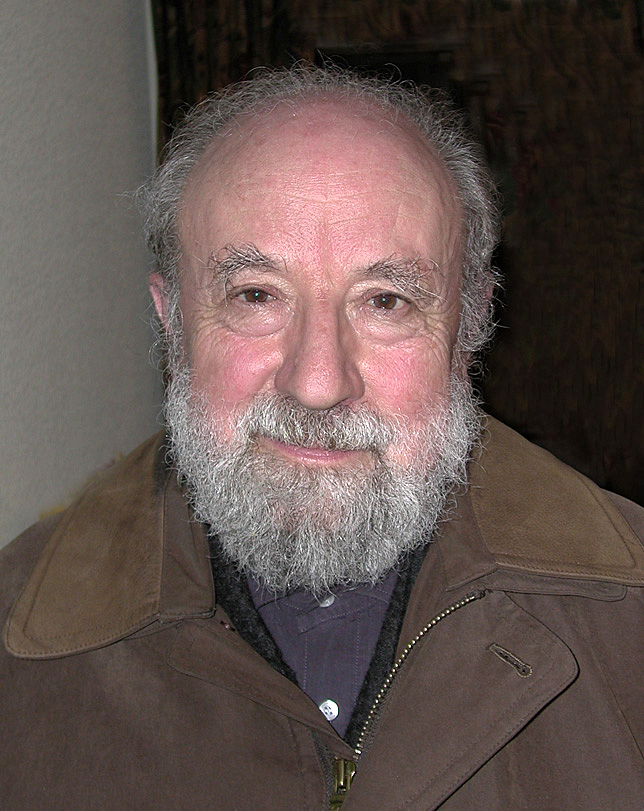
Michel Butor per La Modification el 1957

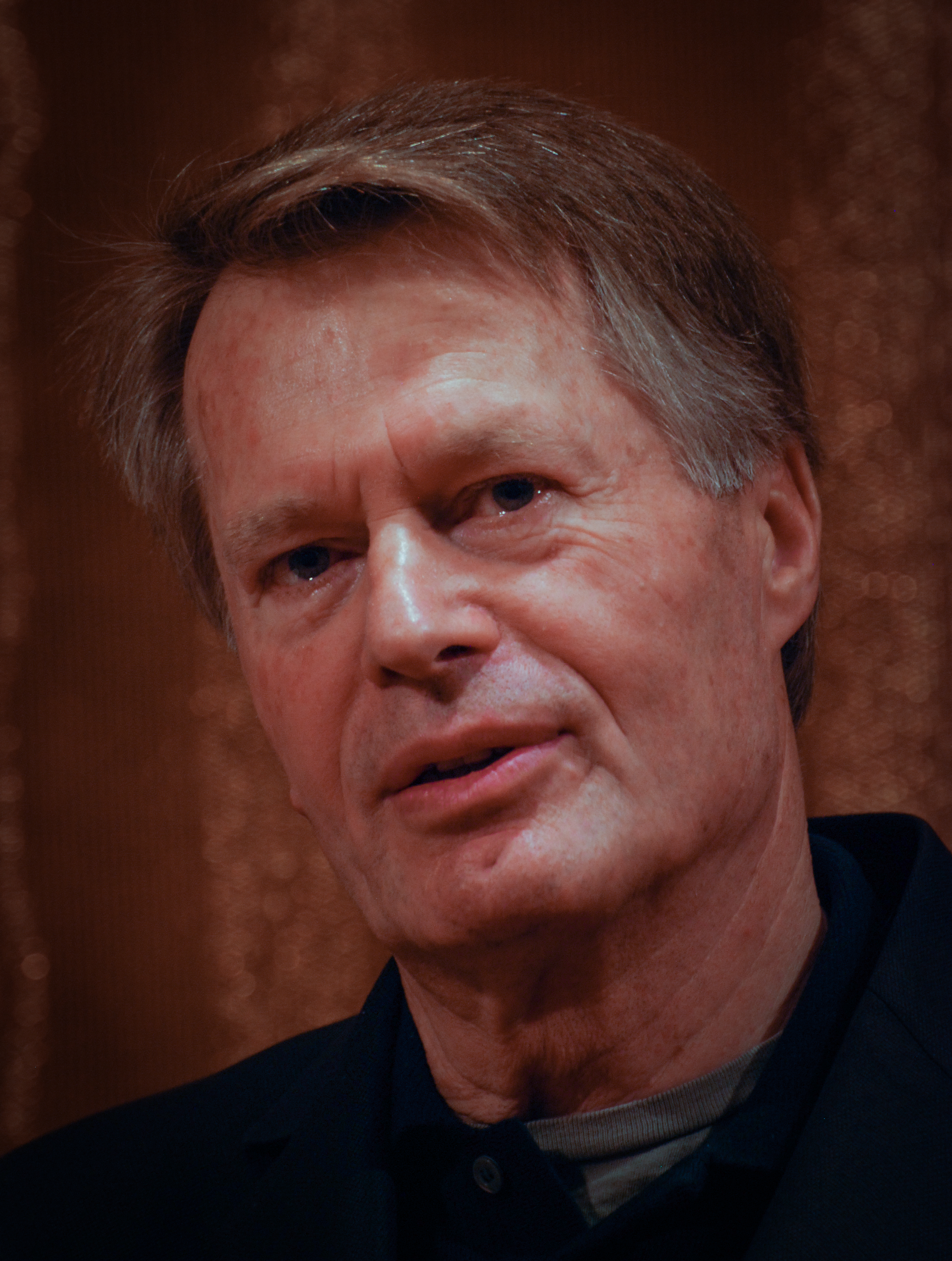
Jean-Marie Gustave Le Clézio per Le Procès-verbal el 1963.

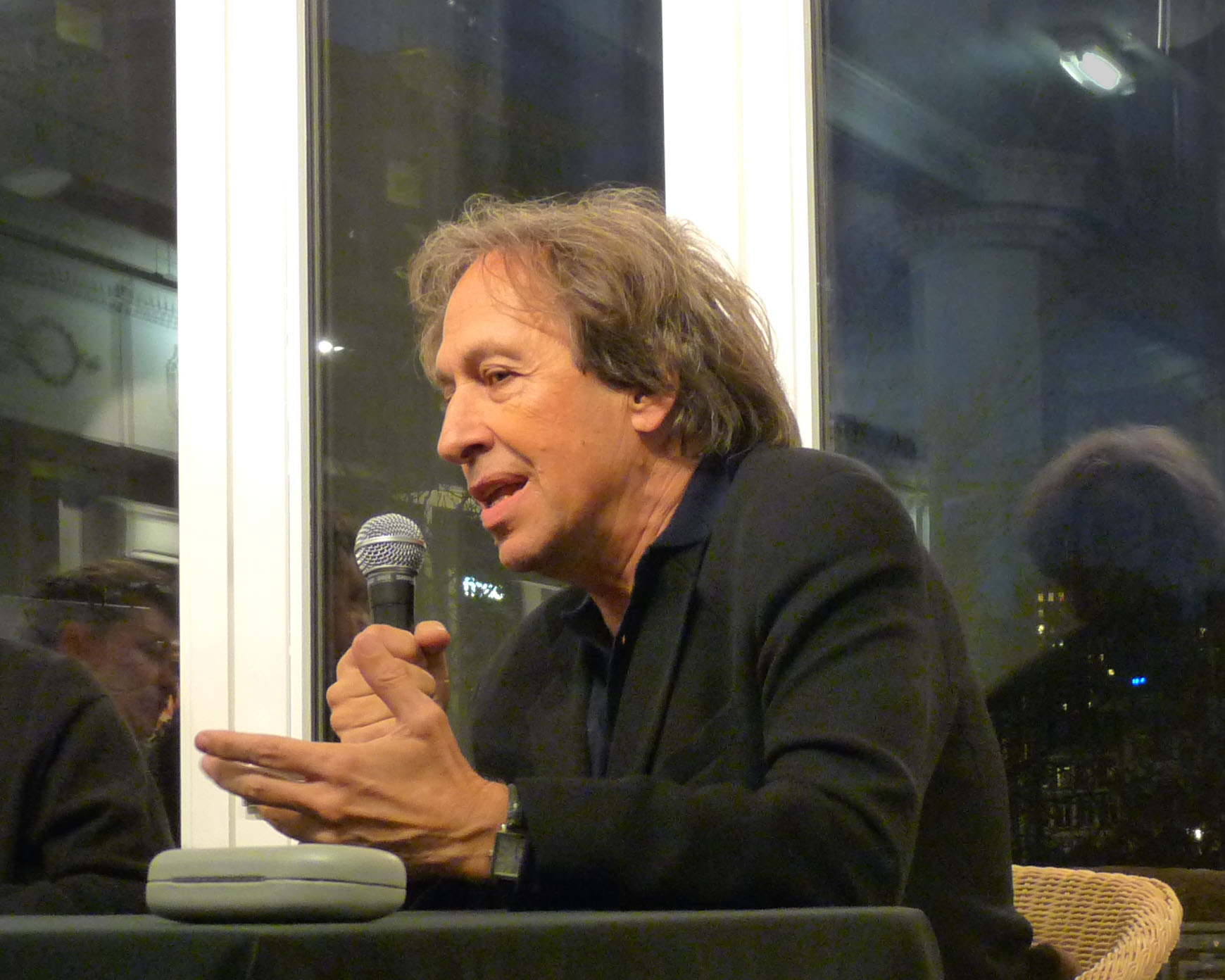
Pascal Bruckner per Les Voleurs de beauté el 1997.

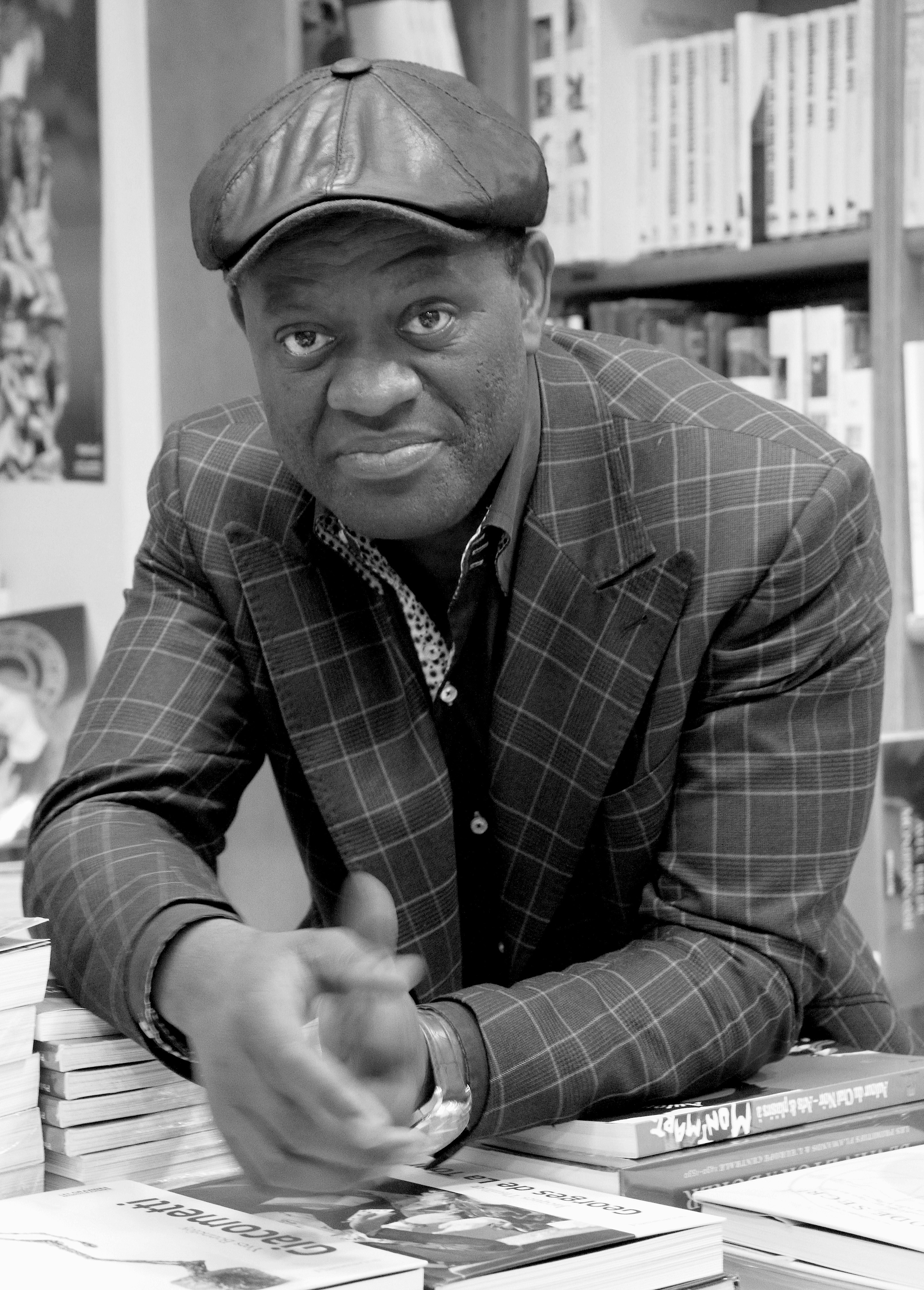
Alain Mabanckou amb Mémoires de porc-épic el 2006.

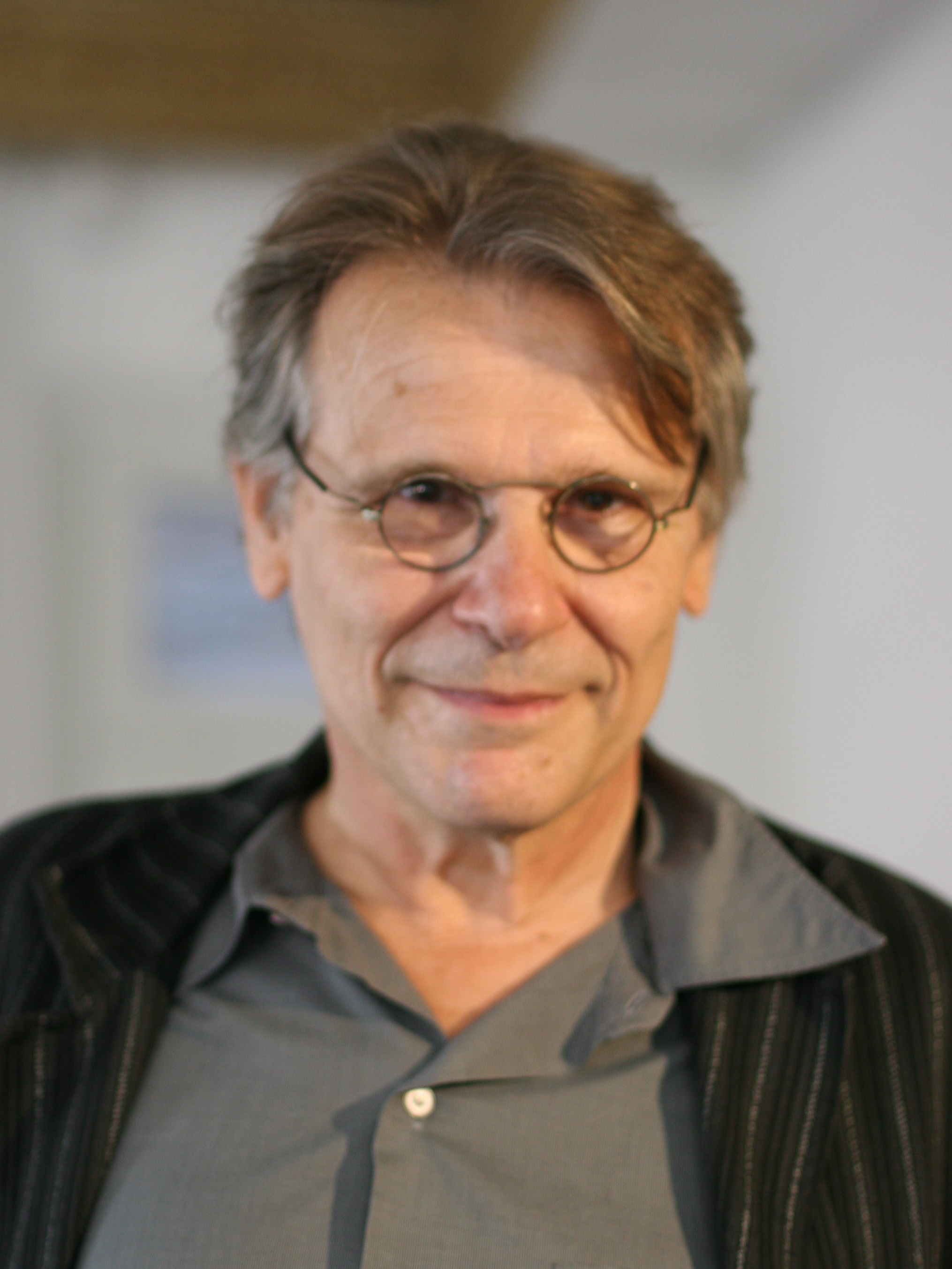
Daniel Pennac amb Chagrin d'école el 2007.

- 1926: Nicolo-Peccavi ou l'affaire Dreyfus à Carpentras, Armand Lunel (Gallimard)
- 1927: Maïtena, Bernard Nabonne (Fayard)
- 1928: Le Joueur de triangle, André Obey (Grasset)
- 1929: La Table aux crevés, Marcel Aymé (Gallimard)
- 1930: Piège, Germaine Beaumont (Lemerre)
- 1931: L'Innocent, Philippe Hériat (Denoël)
- 1932: Voyage au bout de la nuit, Louis-Ferdinand Céline (Denoël)
- 1933: Le roi dort, Charles Braibant (Denoël)
- 1934: Blanc, Louis Francis (Gallimard)
- 1935: Jours sans gloire, François de Roux (Gallimard)
- 1936: Les Beaux Quartiers, Louis Aragon (Denoël)
- 1937: Mervale, Jean Rogissart (Denoël)
- 1938: Léonie la bienheureuse, Pierre-Jean Launay (Denoël)
- 1939: Les Javanais, Jean Malaquais (Denoël)
- 1940: La Vallée heureuse, Jules Roy (Charlot) (mort el 1946).
- 1941: Quand le temps travaillait pour nous, Paul Mousset (Grasset)
- 1942: Les Liens de chaîne, Robert Gaillard  (Colbert)
- 1943: J'étais médecin avec les chars, André Soubiran (Didier)
- 1944: Les Amitiés particulières, Roger Peyrefitte (Jean Vigneau) (mort el 1945).
- 1945: Le Mas Théotime, Henri Bosco (Charlot)
- 1946: L'Univers concentrationnaire, David Rousset (Pavois)
- 1947: Je vivrai l'amour des autres, Jean Cayrol (Le Seuil)
- 1948: Voyage aux horizons, Pierre Fisson (Julliard)
- 1949: Le Jeu de patience, Louis Guilloux (Gallimard)
- 1950: Les Orgues de l'enfer, Pierre Molaine (Corréa)
- 1951: Le Dieu nu, Robert Margerit (Gallimard)
- 1952: L'Amour de rien, Jacques Perry (Julliard)
- 1953: La Dernière Innocence, Célia Bertin (Corréa)
- 1954: Le Passage, Jean Reverzy (Julliard)
- 1955: Le Moissonneur d'épines, Georges Govy (La Table ronde)
- 1956: Le Père, André Perrin (Julliard)
- 1957: La Modification, Michel Butor (Minuit)
- 1958: La Lézarde, Édouard Glissant (Le Seuil)
- 1959: L'Expérience, Albert Palle (Julliard)
- 1960: Le Bonheur fragile, Alfred Kern (Gallimard)
- 1961: Les Blés, Roger Bordier (Calmann-Lévy)
- 1962: Le Veilleur de nuit, Simonne Jacquemard (Le Seuil)
- 1963: Le Procès-verbal, Jean-Marie Gustave Le Clézio (Gallimard)
- 1964: L'Écluse, Jean-Pierre Faye (Le Seuil)
- 1965: Les Choses, Georges Perec (Julliard)
- 1966: La Bataille de Toulouse, José Cabanis (Gallimard)
- 1967: Le Monde tel qu'il est, Salvat Etchart (Mercure de France)
- 1968: Le Devoir de violence, Yambo Ouologuem (Le Seuil)
- 1969: Les Feux de la colère, Max-Olivier Lacamp (Grasset)
- 1970: Isabelle ou l'arrière-saison, Jean Freustié (La Table ronde)
- 1971: Le Sac du palais d'été, Pierre-Jean Rémy (Gallimard)
- 1972: La Nuit américaine, Christopher Frank (Le Seuil)
- 1973: La Terrasse des Bernardini, Suzanne Prou (Calmann-Lévy)
- 1974: Le Voyage à l'étranger, Georges Borgeaud (Grasset)
- 1975: L'Homme de sable, Jean Joubert (Grasset)
- 1976: L'Amour les yeux fermés, Michel Henry (Gallimard)
- 1977: Les Combattants du petit bonheur, Alphonse Boudard (La Table ronde)
- 1978: L'Herbe à brûler, Conrad Detrez (Calmann-Lévy)
- 1979: Affaires étrangères, Jean-Marc Roberts (Le Seuil)
- 1980: Les Portes de Gubbio, Danièle Sallenave (P.O.L.)
- 1981: La Nuit du décret, Michel del Castillo (Le Seuil)
- 1982: La Faculté des songes, Georges-Olivier Châteaureynaud (Grasset)
- 1983: Avant-Guerre, Jean-Marie Rouart (Grasset)
- 1984: La Place, Annie Ernaux (Gallimard)
- 1985: Mes nuits sont plus belles que vos jours, Raphaële Billetdoux (Grasset)
- 1986: Station balnéaire, Christian Giudicelli (Gallimard)
- 1987: L'Enfant halluciné, René-Jean Clot (Grasset)
- 1988: Hadriana dans tous mes rêves, René Depestre (Gallimard)
- 1989: Les Comptoirs du Sud, Philippe Doumenc (Le Seuil)
- 1990: Les Frères Romance, Jean Colombier (Calmann-Lévy)
- 1991: La Séparation, Dan Franck (Le Seuil)
- 1992: La Démence du boxeur, François Weyergans (Grasset)
- 1993: Les Corps célestes, Nicolas Bréhal (Gallimard)
- 1994: Comme ton père, Guillaume Le Touze (L'Olivier)
- 1995: Les Braban, Patrick Besson (Albin Michel)
- 1996: Un silence d'environ une demi-heure, Boris Schreiber (Le Cherche Midi)
- 1997: Les Voleurs de beauté, Pascal Bruckner (Grasset)
- 1998: Le Manuscrit de Port-Ébène, Dominique Bona (Grasset)
- 1999: L'Enfant léopard, Daniel Picouly (Grasset)
- 2000: Allah n'est pas obligé, Ahmadou Kourouma (Le Seuil)
- 2001: Céleste, Martine Le Coz (Editions du Rocher)
- 2002: Assam, Gérard de Cortanze (Albin Michel)
- 2003: Les Âmes grises, Philippe Claudel (Stock)
- 2004: Suite française, Irène Némirovsky (Denoël)
- 2005: Mes mauvaises pensées, Nina Bouraoui (Stock)
- 2006: Mémoires de porc-épic, Alain Mabanckou (Le Seuil)
- 2007: Chagrin d'école, Daniel Pennac (Gallimard)
- 2008: Le Roi de Kahel, Tierno Monénembo (Le Seuil)
- 2009: Un roman français, Frédéric Beigbeder (Grasset)
- 2010: Apocalypse bébé, Virginie Despentes (Grasset)
- 2011: Limonov, Emmanuel Carrère (P.O.L.)
- 2012: Notre-Dame du Nil, Scholastique Mukasonga (Gallimard)
- 2013: Naissance, Yann Moix (Grasset)
- 2014: Charlotte, David Foenkinos (Gallimard)
- 2015: D'après une histoire vraie, Delphine de Vigan (Lattès)
- 2016: Babylone, Yasmina Reza (Flammarion)
- 2017: La Disparition de Josef Mengele, Olivier Guez (Grasset)
- 2018: Le Sillon, Valérie Manteau (Le Tripode)
- 2019: La Panthère des neiges, Sylvain Tesson (Gallimard)
- 2020. Histoire du fils, Marie Hélène Lafon (Buchet-Castel)
- 2021. Premier sang, Amélie Nothomb (Albin Michel)
- 2022. Performance, Simon Liberati (Grasset)
- 2023. Les insolents. Ann Scott (Calmann-Lévy)

### Editorials premiades almenys dos cops
- Éditions Gallimard, 18 vegades
- Éditions Grasset, 17 vegades
- Éditions du Seuil, 13 vegades
- Éditions Denoël, 8 vegades
- Éditions Julliard, 6 vegades
- Calmann-Lévy, 5 vegades
- Éditions de la Table ronde, Éditions Albin Michel, 3 vegades
- Stock, Charlot, Corrêa i P.O.L, 2 vegades
- Buchet-Castel, 1 vegada

## Premi Renaudot d'assaig
- 2001: Protée et autres essais, Simon Leys (Gallimard)
- 2002: Le Silence de Delphes, Claude-Michel Cluny (La Différence)
- 2003: Dictionnaire amoureux de l'Amérique, Yves Berger (Plon)
- 2004: Madame Proust, Évelyne Bloch-Dano (Grasset)
- 2005: Le Roman de Constantinople, Gilles Martin-Chauffier (Le Rocher)
- 2006: Jean-François Revel : un esprit libre, Pierre Boncenne (Plon)
- 2007: Le Benarès-Kyôto, Olivier Germain-Thomas (Le Rocher)
- 2008: Autobiographie d'un épouvantail, Boris Cyrulnik (Odile Jacob)
- 2009: Alias Caracalla, Daniel Cordier (Gallimard)
- 2010: L'Affaire de l'esclave Furcy, Mohammed Aïssaoui (Gallimard)
- 2011: Fontenoy ne reviendra plus, Gérard Guégan (Stock)
- 2012: Le Dernier Modèle, Frank Maubert (Fayard)
- 2013: Séraphin c'est la fin!, Gabriel Matzneff (La Table ronde)
- 2014: De chez nous, Christian Authier (Stock)
- 2015: Leïlah Mani 1932, Didier Blonde (Gallimard)
- 2016: Le Monde libre, Aude Lancelin (Les Liens qui libèrent)
- 2017: De l'ardeur, Justine Augier (Actes Sud)
- 2018: Avec toutes mes sympathies, Olivia de Lamberterie (Stock)
- 2019: (Très) cher cinéma français, Eric Neuhoff (Albin Michel)

## Premi Renaudot del llibre de butxaca
- 2009: Palestine, Hubert Haddad (Le Livre de Poche / Zulma)
- 2010: L'Origine de la violence, Fabrice Humbert (Le Livre de Poche)
- 2011: A l'enfant que je n'aurai pas, Linda Lê (NiL)
- 2012: Les Vieilles, Pascal Gautier (Folio / Gallimard)
- 2013: Le Pérégrin émerveillé, Jean-Louis Gouraud (Babel / Actes Sud)
- 2014: Le Garçon incassable, Florence Seyvos
- 2015: La fiancée était à dos d'âne, Vénus Khoury-Ghata
- 2016: La Mémoire du monde (intégrale), Stéphane Janicot
- 2017: Les méduses ont-elles sommeil?, Louisiane C. Dor
- 2018: Dieu,Allah, moi et les autres, Salim Bachi
- 2019: Une vieille histoire. Nouvelle version, Jonathan Littell

## Premi Renaudot des lycéens
- 1992: Aden, Anne-Marie Garat (Seuil)
- 1993: Jacob Jacobi, Jack-Alain Leger (Julliard)
- 1994: Une mort de théâtre, Claude Mourthé (Julliard)
- 1995: Le Jeu du roman, Louise Lambrichs (Seuil)
- 1996: L'Ode à la reine, Jean-François Kervéan (Calmann-Lévy)
- 1997: L'Homme du cinquième jour, Jean-Philippe Arrou-Vignod (Gallimard)
- 1998: Une poignée de gens, Anne Wiazemsky (Gallimard)
- 1999: Foraine, Paul Fournel (Seuil)
- 2000: Dans ces bras-là, Camille Laurens (POL)
- 2001: Le Soir du chien, Marie-Hélène Lafon (Buchet Chastel)
- 2002: La Métaphysique du chien, Philippe Ségur (Buchet Castel)
- 2003: Silence, on ment, Gilles Martin-Chauffier (Grasset)
- 2004: La Dernière Leçon, Noëlle Châtelet (Seuil)
- 2005: Festins secrets, Pierre Jourde (L'ESprit des péninsules)
- 2006: Maos, Morgan Sportès (Grasset)
- 2007: Le Cœur cousu, Carole Martinez (Gallimard)
- 2008: Le Voyage du fils, Olivier Poivre d'Arvor (Grasset)
- 2009: Ce que je sais de Vera Candida, Véronique Ovaldé (L'Olivier)
- 2010: Dans la nuit brune, Agnès Desarthe (L'Olivier)
- 2011: Rien ne s'oppose à la nuit, Delphine de Vigan (Jean-Claude Lattès)
- 2012: L'Hiver des hommes, Lionel Duroy (Julliard)
- 2013: Plonger, Christophe Ono-dit-Biot (Gallimard)
- 2014: L'Amour et les Forêts, Éric Reinhardt (Gallimard)
- 2015: Juste avant l'oubli, Alice Zeniter (Flammarion)
- 2016: Giboulées de soleil, Lenka Hornakova-Civade (Alma)
- 2017: Nos richesses, Kaouther Adimi (Le Seuil)
- 2018: La Vrai Vie, Adeline Dieudonné (L'Iconoclaste)
- 2019: Le Ball des folles, Victoria Mas (Albin Michel)